# 105 v. Chr.
Portal Geschichte | Portal Biografien | Aktuelle Ereignisse | Jahreskalender | Tagesartikel

◄ |
3. Jahrhundert v. Chr. |
2. Jahrhundert v. Chr. |
1. Jahrhundert v. Chr. |
►

◄ | 120er v. Chr. | 110er v. Chr. | 100er v. Chr. | 90er v. Chr. |
80er v. Chr. |
►

◄◄ | ◄ | 108 v. Chr. | 107 v. Chr. | 106 v. Chr. | 105 v. Chr. |
104 v. Chr. |
103 v. Chr. |
102 v. Chr. |
► |
►►
Staatsoberhäupter

## Ereignisse
- 6. Oktober: Kimbernkriege: In der Schlacht bei Arausio werden die Römer von den Kimbern und Teutonen vernichtend geschlagen.
- Numiderkönig Jugurtha fällt durch Verrat in die Hände der Römer; Ende des Jugurthinischen Krieges.
- Quintus Servilius Caepio erobert das keltische Volcae-Reich in Aquitanien.

## Geboren
- Decimus Laberius, römischer Dichter († 43 v. Chr.)
- um 105 v. Chr.: Lucius Licinius Murena, römischer Politiker

## Gestorben
- Marcus Aurelius Scaurus, römischer Politiker und General
- um 105 v. Chr.: Laodike, Königin von Pontos